# Enterprise (Alabama)
Enterprise es una ciudad ubicada en los condados de Coffee y Dale en el estado estadounidense de Alabama. En el año 2000 tenía una población de 21 178 habitantes y una densidad poblacional de 264,2 personas por km².

## Geografía
Enterprise se encuentra ubicada en las coordenadas 31°19′38″N 85°50′40″O / 31.32722, -85.84444. Según la Oficina del Censo, la localidad tiene un área total de 80,3 km² (31,0 mi²), de la cual 80,2 km² (31,0 mi²) es tierra y 0,1 km² (0 mi²) (0,10%) es agua.

## Demografía
Según la Oficina del Censo en 2000 los ingresos medios por hogar en la localidad eran de 37.661 $, y los ingresos medios por familia eran $45,510. Los hombres tenían unos ingresos medios de 37.131 $ frente a los 20.560 $ para las mujeres. La renta per cápita para la localidad era de 20.493 $. Alrededor del 13,6% de la población estaban por debajo del umbral de pobreza.